# 敲鎖石行動
敲鎖石行動（英語：Operation Keystone）是英軍特種空勤團於第二次世界大戰歐洲戰場先鋒作戰，英軍特種部隊搭乘小型空降吉普車車隊，在1945年4月初支援在荷蘭中部佔地1100平方公里IJsselmeer大湖邊盟軍，與德軍戰鬥。
到4月中旬，這特種空勤團改空降在德國支援拱門行動作戰：因為是為暢通早日攻佔德國首都柏林敵軍橫阻作戰，故取名之。